# Adonies
|  | No s'ha de confondre amb Adònies, festival en honor d'Adonis. |

Segons la Bíblia, Adonies (en hebreu, אדוניהו בן-דוד Adoniyyāhû ben David) va ser el quart fill del Rei David d'Israel. La seva mare era Haguit, una de les concubines del rei a Hebron. Va intentar ser escollit successor a la mort del seu pare.
Adonies va passar gairebé tota la vida al palau reial del seu pare, primer a Hebron i després a Jerusalem. Quan s'acostava la mort del Rei David, es van formar dos grups de poder al seu voltant per mirar de trobar un successor, cadascú segons els seus interessos:
- Adonies, en aquell moment era el fill més gran del rei, i tenia el suport de Joab, general en cap de l'exèrcit de David, del sacerdot Abiatar, de tots els seus germans excepte Salomó i tots els homes de la tribu de Judà que servien el rei.[3]
- Salomó, fill de l'esposa preferida del rei, tenia el suport del sacerdot Sadoc, de Benaiahu, del profeta Natan, de Ximí, de Reí i de part de l'exèrcit de David.

El rei David es va decidir per Salomó, que va ser ungit com a rei d'Israel. Aleshores Adonies va anar cap al Tabernacle on era l'Arca de l'Aliança, es va agafar a un altar i va dir que no es deixaria anar fins que Salomó li prometés que no el mataria. Així els dos germans van fer les paus. Al cap de poc, el Rei David va morir.
Un dia Adonies va demanar la mà d'Abisag, l'última concubina del seu pare difunt al Rei Salomó. Salomó es va enutjar amb el seu germà perquè va pensar que volia ocupar el tron, i el va fer matar.